# Kasdi Merbah
Kasdi Merbah (in arabo قاصدي مرباح; 16 aprile 1938 – 21 agosto 1993) è stato un politico algerino.
È stato Primo ministro dell'Algeria dal novembre 1988 al settembre 1989.
È stato assassinato nel 1993.